# Schmalenberger Sägmühle
Die Schmalenberger Sägmühle ist eine abgegangene Sägemühle auf der Gemarkung der Gemeinde Kaisersbach im baden-württembergischen Rems-Murr-Kreis.

## Beschreibung
Die Sägemühle befand sich östlich des Weilers Schmalenberg im Tal der Wieslauf nahe der Zumündung des Aspenbachs.
Die Schmalenberger Sägmühle wurde 1666 von Einwohnern Schmalenbergs erbaut. Die Mühle zinste der Kellerei zu Schorndorf insgesamt 3 Pfund Heller im Jahr.
Auf der so genannten Ur-Flurkarte der Württembergischen Landesvermessung von 1831 ist die Sägemühle eingezeichnet. In der Beschreibung des Oberamts Welzheim von 1845 wird die Sägemühle bei Schmalenberg noch erwähnt. In der Folgezeit wurde die Mühle abgebrochen, Grund und Boden der Wüstung an das Forstamt Lorch veräußert. Anschließend wurde der Bereich aufgeforstet. Auf einer Karte aus der ersten Hälfte des 20. Jahrhunderts ist an der Stelle kein Gebäude mehr eingetragen.